# فیفا ۰۷
فیفا ۰۷ (به انگلیسی: Fifa 07) بازی ویدئویی منتشرشده در زمینهٔ شبیه‌سازی فوتبال ساخت شرکت الکترونیک آرتز است که توسط الکترونیک آرتز کانادا ساخته و در ۱۷ اکتبر ۲۰۰۶ در آمریکای شمالی، ۲۵ سپتامبر ۲۰۰۶ در استرالیا و ۲۹ سپتامبر ۲۰۰۶ در اروپا منتشر شده است.

## لیگ‌ها
بازی FIFA 07 در مجموع شامل ۲۷ لیگ مختلف می‌باشد. علاوه بر این، یک لیگ بین‌المللی وجود دارد که شامل تعدادی از تیم‌های ملی دارای مجوز است و همچنین یک لیگ با عنوان "بقیه جهان" که سایر باشگاه‌های معروف از سراسر جهان را در بر می‌گیرد.

## نسخه ایکس‌باکس ۳۶۰
شرکت الکترونیک آرتز برای نسخه Xbox 360 بازی FIFA 07 یک موتور ورزشی جدید توسعه داد. این موتور جدید نه تنها گرافیک و کنترل‌های بهتری ارائه می‌داد، بلکه فیزیک و سیستم کنترل بازی نیز ارتقا یافته بود. بازی در مقایسه با نسخه‌های قبلی داده‌های بیشتری از مسابقات جمع‌آوری می‌کرد و به همین دلیل قادر بود جایزه "بهترین بازیکن مسابقه" را اهدا کند.
سیستم گزارشگری بازی به این صورت بود:
- در نسخه Xbox 360: مارتین تایلر و اندی گری
- در سایر نسخه‌ها: کلایو تیلدسلی و اندی گری
- گزارشگران نسخه اسپانیایی مکزیکی: انریکه برمودز و ریکاردو پلائز
ویژگی‌های اضافی بازی شامل:
- نتایج مسابقات واقعی به صورت لحظه‌ای
- پادکست‌های هفتگی
- خبرگذاری زنده
- آمار دقیق فوتبال
- اخبار دنیای فوتبال به پنج زبان مختلف
نسخه Xbox 360 همچنین شامل یک بازی کوچک در منو و هنگام بارگذاری بازی بود که بازیکن را در یک موقعیت یک به یک با دروازه‌بان در زمین تمرین قرار می‌داد. با این حال، این نسخه در مقایسه با کنسول‌های دیگر لیگ‌های بسیار محدودتری داشت (تنها 7 لیگ که یکی از آن‌ها فقط شامل یک تیم - یوونتوس - بود).
به گفته ژان-چارلز گودشون، تولیدکننده بازی، این محدودیت به این دلیل بود که توسعه موتور جدید بازی زمان زیادی برد و شرکت الکترونیک آرتز فرصت کافی برای پیاده‌سازی تمام محتوای مورد نظر را نداشت.
نسخه دموی FIFA 07 در ۶ اکتبر ۲۰۰۶ در Xbox Live Marketplace منتشر شد.